# Myno Burney
Pour les articles homonymes, voir Burney.
Myno Burney, née Wilhelmine Burnet le 19 août 1907 à Genève en Suisse et morte le 6 mars 1996 au Perray dans les Yvelines, est une actrice suisse.

## Biographie
Burney est née dans le quartier de Plainpalais-La Cluse à Genève.

## Filmographie
- 1931 : Le Petit Écart de Reinhold Schünzel et Henri Chomette
- 1932 : The Callbox Mystery (en) de G.B Samuelson (en)
- 1932 : The New Hotel de Bernard Mainwaring - moyen métrage -
- 1933 : La Dame de chez Maxim's d'Alexandre Korda
- 1933 : Le Client du numéro 16 de Jean Mamy - moyen métrage -
- 1934 : La Cinquième Empreinte ou Lilas blancs de Karl Anton
- 1934 : Pierrot mon ami de Jaquelux - court métrage -
- 1934 : Cessez le feu de Jacques de Baroncelli
- 1935 : La Famille Pont-Biquet de Christian-Jaque
- 1935 : La Fille de madame Angot de Jean Bernard-Derosne
- 1935 : Un soir de bombe de Maurice Cammage
- 1935 : Cavalerie légère de Werner Hochbaum et Roger Vitrac
- 1936 : Prête-moi ta femme de Maurice Cammage
- 1936 : Le Nudiste des Champs-Élysées de Jacques Daroy - court métrage -
- 1936 : Bach détective de René Pujol
- 1936 : Mister Flow de Robert Siodmak
- 1936 : Tout va très bien madame la marquise d'Henry Wulschleger
- 1936 : J'arrose mes galons de René Pujol et Jacques Darmont
- 1937 : La Loupiote de Jean Kemm et Jean-Louis Bouquet
- 1937 : Les Perles de la couronne de Sacha Guitry et Christian-Jaque
- 1937 : La Belle de Montparnasse de Maurice Cammage
- 1937 : Passeur d'hommes de René Jayet
- 1938 : Titin des Martigues de René Pujol
- 1938 : Trois Artilleurs en vadrouille de René Pujol
- 1938 : Les Gaietés de l'exposition d'Ernest Hajos
- 1938 : Les Rois de la flotte de René Pujol
- 1938 : Champions de France de Willy Rozier
- 1938 : Deux de la réserve de René Pujol
- 1940 : Paradis perdu d'Abel Gance
- 1942 : La Femme perdue de Jean Choux
- 1944 : Le Carrefour des enfants perdus de Léo Joannon
- 1946 : La Tentation de Barbizon de Jean Stelli
- 1953 : Tourbillon d'Alfred Rode
- 1953 : Le Bon Dieu sans confession de Claude Autant-Lara
- 1956 : La Traversée de Paris de Claude Autant-Lara